# Paul Poupard
Paul Joseph Jean Poupard (Bouzillé, 30 de agosto de 1930) é cardeal francês e presidente emérito do Pontifício Conselho para a Cultura.

## Biografia
Sua ordenação presbiteral foi no dia 18 de dezembro de 1954. Sua ordenação episcopal foi  dia 6 de abril de 1979.
Foi delegado na segunda Assembléia especial para a Europa do Sínodo dos Bispos, que ocorreu entre 1 e 23 de outubro de 1999.
Foi nomeado cardeal, por João Paulo II, no consistório de 25 de maio de 1985, com o título de Santo Eugenio, até o dia 29 de janeiro de 1996, quando foi elevado a cardeal-presbítero de Santa Prassede.
Aos 11 de março de 2006, o Papa Bento XVI, a fim de favorecer um diálogo mais intenso entre o mundo da cultura e os expoentes das várias religiões, uniu provisoriamente a presidência do Pontifício Conselho para o Diálogo Inter-Religioso a do Pontifício Conselho para a Cultura; tendo assim nomeado o Cardeal Poupard como presidente do referido pontifício conselho, cargo que ocupou até junho de 2007.
Em maio de 2007 participou da Quinta Conferência Geral do Episcopado Latino-americano e do Caribe, na cidade de Aparecida.
No dia 3 de setembro de 2007, teve sua renúncia aceita pelo Papa Bento XVI, como presidente do Pontifício Conselho para a Cultura.